# Eusebio Zuloaga
Pour les articles homonymes, voir Zuloaga.
Eusebio Zuloaga González (né le 15 décembre 1808 à Madrid - mort le 23 février 1898 à Deusto, Bilbao), est un armurier espagnol. Il est considéré comme un pionnier dans l'art du damasquinage. Il est le père de l'artiste Daniel Zuloaga.

## Biographie
Eusebio Zuloaga est le fils de Blas de Zuloaga, un armurier, et de Gabriela González.
Zuloaga épouse Ramona Boneta, une spécialiste d'électroplacage. Le couple a trois enfants.